# Vooruitziendheid
Vooruitziendheid is het voorspellen van toekomstige gebeurtenissen. Deze verwachting komt veelal voort uit eerdere ervaringen. Daarbij wordt een inschatting gemaakt van de mogelijke toekomstige toestanden van de omgeving en de waarschijnlijkheid daarvan op basis waarvan het handelen wordt gebaseerd. De mens onderscheidt zich daarmee van andere diersoorten die niet of in veel mindere mate in staat zijn om de gevolgen te beredeneren van bepaalde handelingen. Onderzoek naar dierlijke cognitie laat echter zien dat in ieder geval mensapen ook over enige mate van vooruitziendheid beschikken.
Vooruitziendheid maakt het mogelijk om ruim van tevoren maatregelen te nemen om bepaalde behoeftes veilig te stellen. Zo kan niet alleen worden voorzien in onderdak en voedsel voor de betreffende dag maar ook voor periodes waarin tekorten optreden. Daar staat tegenover dat ook ziekte en dood voorzien kunnen worden. De resulterende bezorgdheid zou demotiverend kunnen werken. Het bewustzijn van de eigen sterfelijkheid zou een existentiële crisis tot gevolg kunnen hebben. Alper stelt dat spiritualiteit dit lijden moet verlichten, terwijl de functie van religie zingeving zou zijn. 
In oudere economische en sociologische modellen wordt nog wel uitgegaan van volledige vooruitziendheid waarbij men de beschikking heeft over volledige en perfecte informatie. Op basis daarvan zou een rationeel besluit gemaakt worden waarbij de homo oeconomicus de economische belangen zou maximaliseren.
Tegenwoordig wordt meer uitgegaan van beperkte rationaliteit terwijl ook andere dan economische belangen een rol spelen bij de motivatie. Het werk van Kahneman en Tversky is hierbij van groot belang geweest. Zij maken onderscheid tussen beslissingen die worden genomen op basis van intuïtie en op basis van redeneren.